# مانتون، کالیفرنیا
مانتون (به انگلیسی: Manton) یک منطقهٔ مسکونی در ایالات متحده آمریکا است که در شهرستان تهاما، کالیفرنیا واقع شده‌است. مانتون ۴۵٫۹۰۱ کیلومتر مربع مساحت و ۳۴۷ نفر جمعیت دارد و ۶۱۲ متر بالاتر از سطح دریا واقع شده‌است.